# Човешка дейност
Човешката дейност е активността на човека. Тя може да бъде насочена към промяна на околната среда или към човешките взаимоотношения.
Социологията разглежда човешката дейност като социална и икономическа.
Според Владимир Вернадски, „човечеството, взето в цяло, става мощна геологична сила. И пред него... възниква въпроса за преустройство на биосферата в интерес на свободно мислещото човечество... Това ново състояние на биосферата... е именно ноосферата.“ Човешката дейност, обаче не винаги е контролирана от разума и поради това, понякога тя нарушава равновесието в природата.